# جاده ئی۰۱۱ اروپا
جاده ئی۰۱۱ اروپا (به انگلیسی: European route E011) یکی از جاده‌های درجه ۲ قاره اروپا است.
این جاده که در کشور قزاقستان قرار دارد، از شهر کوکپک شروع شده در شهر توپ به پایان می‌رسد.